# Juan dela Cruz
Juan dela Cruz é uma telenovela filipina exibida em 2013 pela ABS-CBN. Foi protagonizada por Coco Martin e Erich Gonzales, e com atuação antagônica de Albert Martinez, Zsa Zsa Padilla, Arron Villaflor e Diana Zubiri.

## Elenco
- Coco Martin - Juan dela Cruz
- Erich Gonzales - Rosario Galang
- Albert Martinez - Samuel Alejandro
- Arron Villaflor - Mikael "Kael" Reyes
- Zsa Zsa Padilla - Laura Alejandro
- Joel Torre - Jose "Mang Pepe" Guerrero
- Gina Pareño - Belen "Loley" Gonzales
- Eddie Garcia - Julian "Lolo Juls" dela Cruz
- Lotlot de Leon as Cora Galang
- William Lorenzo as Ben Galang
- Neil Coleta as Asiong
- Louise Abuel as Pikoy
- John Medina as Agustin Magdiwang
- Lilia Cuntapay as Babaylan
- MC as Queenie
- Shaina Magdayao - Princesa Mirathea "Mira"
- Precious Lara Quigaman as Reyna Nerea
- Martin del Rosario as Bagno
- Marlann Flores as Liway
- Maricar Reyes as Tatlong Maria
- Diana Zubiri as Peru-ha / Saragnayan
- John Regala as Agor